# Jan Furtok
Jan Furtok (* 9. März 1962 in Katowice, Polen; † 26. November 2024) war ein polnischer Fußballspieler und -trainer. Mit GKS Katowice wurde der Stürmer 1986 polnischer Pokalsieger und 1988 Vizemeister. Von 1988 bis 1995 absolvierte er 188 Partien in der Bundesliga für den Hamburger SV und Eintracht Frankfurt, in denen er 60 Tore erzielte. Für die polnische Nationalmannschaft traf er in 36 Spielen zehn Mal.
Nach seiner Zeit als Spieler war Furtok 2005 Trainer von GKS Katowice, wo er auch von 2005 bis 2009 Präsident war. Von 2010 bis 2012 war er Sportdirektor der Nationalmannschaft.
Furtok war auch über viele Jahre hinweg im in Polen sehr beliebten Pilkarski-Sport aktiv.

## Sportliche Laufbahn

### Vereinskarriere
Furtoks sportliche Laufbahn begann in der Jugendmannschaft des MK Górnik Katowice. 1977 wechselte er zum Lokalrivalen GKS Katowice, bei dem er 1982 nach dem Wiederaufstieg zum Stammspieler in der obersten polnischen Spielklasse wurde. Mit GKS Katowice erreichte er von 1985 bis 1987 dreimal in Folge das Endspiel des Polnischen Fußballpokals (Puchar Polski). Während die Mannschaft 1985 in Warschau (1:3 gegen Widzew Łódź) und 1987 in Opole (3:4 gegen Śląsk Wrocław) jeweils im Elfmeterschießen unterlag, gewann sie 1986 in Chorzów durch einen 4:1-Sieg über Górnik Zabrze den Wettbewerb – für Furtok, der in diesem Spiel drei Tore erzielte, war dies der größte Erfolg seiner Fußballerkarriere.
Auf den Stürmer aufmerksam geworden, bemühte sich der Bundesligist Hamburger SV um eine Verpflichtung Furtoks als Nachfolger für dessen Landsmann Mirosław Okoński zur Saison 1988/89. Die Verhandlungen mit der Zentralen Sportbehörde Polens (COS) zogen sich jedoch über Monate hin und wurden laut Hamburger Abendblatt zum Nervenspiel. Erst im Oktober 1988 war der Wechsel perfekt; GKS Katowice und der polnische Fußballverband PZPN teilten sich die Ablösesumme. Bereits bei seinem Bundesligadebüt am 29. Oktober erzielte Furtok sein erstes Tor für den HSV; beim 1:1 gegen den Karlsruher SC traf er zum Ausgleich. Mit dem HSV erreichte er 1990 das Viertelfinale des UEFA-Pokals (0:2 und 2:1 gegen Juventus Turin). Deutlich schlechter lief es in dieser Saison hingegen in der Liga: Erst am letzten Spieltag sicherte Furtok durch sein Tor gegen Waldhof Mannheim den Klassenerhalt. Im Sommer 1990 verlängerte er seinen Vertrag beim HSV, obwohl ihm ein deutlich besseres Angebot von Olympique Lyon vorlag. Bei den Hamburgern bildete Furtok in der Saison 1990/91 insbesondere mit dem im Anschluss an die Spielzeit zu Lazio Rom gewechselten Thomas Doll als Spielmacher zusammen mit Nando einen torgefährlichen Sturm. So wurde er mit 20 Treffern zweitbester Torschütze hinter Roland Wohlfarth und stellte dabei einen Rekord für polnische Spieler in der Bundesliga auf, der erst 2012 von Robert Lewandowski überboten wurde. Im April 1991 gelangen ihm (beim 6:0 über Eintracht Frankfurt) erstmals drei Tore in einem Bundesliga-Spiel. In der nachfolgenden Saison erlitt er im April 1992 einen Kreuzbandriss, der ihn zu einer halbjährigen Verletzungspause zwang.
Nach fünf Jahren beim HSV wechselte Furtok im Sommer 1993 zu Eintracht Frankfurt. In seiner ersten Saison erreichte er mit Frankfurt abermals das Viertelfinale des UEFA-Pokals, scheiterte diesmal aber am SV Austria Salzburg. Insgesamt betrachtet, konnte er bei der Eintracht nicht mehr ganz an seine Leistungen beim Hamburger SV anknüpfen; insbesondere stand er während dieser Zeit im Schatten seines Sturmpartners Anthony Yeboah. Sein letztes Spiel für Frankfurt bestritt er am 10. Juni 1995, das die Eintracht mit 1:3 gegen den HSV verlor.
In knapp sieben Jahren Bundesliga absolvierte Furtok 188 Einsätze und erzielte dabei 60 Tore; einen Titel konnte er jedoch nicht gewinnen. 1995 kehrte er in seine Heimat zu GKS Katowice zurück. Im Alter von 35 Jahren beendete er dort im Sommer 1997 seine aktive Laufbahn. Er ist dort die Vereinslegende und sein Trikot mit der Nummer neun ist das bislang einzige, das im US-amerikanischen Stil nicht mehr vergeben wird.
Furtok galt als dribbelstarker und ballsicherer Spieler, den eine gewisse Schlitzohrigkeit auszeichnete und der bei Körperkontakt im gegnerischen Strafraum bereitwillig eine Elfmeterentscheidung suchte. „Bei der 100-Jahr-Feier des polnischen Fußballverbandes wurde er 2019 zu den 100 wichtigsten Persönlichkeiten des polnischen Fußballs gewählt.“.

### Nationalmannschaft
Für die polnische Nationalmannschaft absolvierte Furtok 36 Länderspiele, in denen er 10 Treffer erzielte. 1986 gehörte er zum Aufgebot bei der WM in Mexiko, kam dort aber nur in einem Spiel zum Einsatz: Bei der 0:4-Niederlage gegen Brasilien im Achtelfinale wurde er in der 60. Minute eingewechselt.

### Erfolge
- 1986 Polnischer Pokalsieger mit GKS Katowice

## Weiterer Werdegang
Nach Beendigung seiner aktiven Laufbahn übernahm Furtok im Januar 2005 das Traineramt bei GKS Katowice. Die Mannschaft beendete die Saison als Tabellenletzter der Ekstraklasa, Polens oberster Fußballliga, musste wegen finanzieller Probleme jedoch sogar direkt in die vierte Liga absteigen. Er selbst wurde Präsident des Vereins, dem unter seinem Vorsitz der Weg zurück in die Erstklassigkeit gelang. Im Anschluss an seine 2009 geendete Präsidentschaft war er für ein Jahr Sportdirektor bei GKS, ehe er von 2010 bis 2012 diese Funktion bei der Nationalmannschaft ausübte. Von 2012 bis 2013 war er Geschäftsführer bei GKS.

## Persönliches
Aufgrund des Verdachtes, Mitwisser bei den Fluchtplänen von Andrzej Rudy gewesen zu sein, verweigerten die polnischen Behörden Furtoks Frau und den damals vier und zwei Jahre alten Kindern zunächst die Ausreise nach Hamburg. Erst nach zwei Monaten durfte die Familie nachreisen, nachdem der Hamburger SV den Deutschen Fußball-Bund eingeschaltet hatte. Furtok erhielt später die deutsche Staatsangehörigkeit, da seine Vorfahren in Oberschlesien Bürger des Deutschen Reichs gewesen waren.
Im Oktober 2021 wurde bekannt, dass bei ihm bereits im Jahr 2015 die Alzheimer-Krankheit diagnostiziert worden war. Den Folgen dieser Krankheit erlag Jan Furtok am 26. November 2024 im Alter von 62 Jahren.